# Mordred
Pour les articles homonymes, voir Mordred (homonymie).
Mordred, ou Modred (en gallois : Medrawt), est un personnage de la légende arthurienne, fils du roi Arthur et de sa demi-sœur, Morgane. Il est souvent présenté comme le demi-frère de Gauvain, Agravain Gaheris et Gareth, fils de Morgause.

## Contexte
Merlin avait prédit la naissance de celui-ci. Le Roi Arthur aurait voulu se débarrasser de cet enfant incestueux, sans parvenir à le faire parce qu'il s'agissait de son fils. D'après certains récits, il aurait envoyé tous les enfants nés le même jour que Mordred dans un bateau sur la mer. Le bateau coula, mais Mordred fut le seul survivant. Jusqu'à l'âge de quatorze ans, il fut élevé par un brave homme du nom de Nabur, puis fut amené à la cour où ses véritables origines lui furent révélées.
Il devint un temps chevalier d'Arthur et participa à quelques joutes et tournois, qu'il perdit la plupart du temps. Il ne respectait d'ailleurs que très rarement les règles de courtoisie qui régissaient les tournois, ne faisant qu'augmenter sa réputation de chevalier traître et perfide. Il était fort libertin, et ne se privait pas de courtiser toutes les dames, même celles déjà mariées. La première trahison de Mordred fut de séduire l’épouse de son seigneur. En cela, il est parjure et félon au sens féodal, puisqu’il prend la femme de son seigneur, en dépit du serment de fidélité ou foi qu’il avait dû prononcer sur des reliques ou sur les Évangiles de ne jamais l’agresser, ni de s’emparer de ses biens. Il était détesté par les autres chevaliers pour son caractère fourbe et sournois. Il tua Sir Lamorak, traîtreusement, alors que celui-ci se préparait à partir pour la Quête du Graal.
Dans le Morte d'Arthur, Mordred est considéré comme fratricide : au cours de la bataille de Salisbury, il tranche la tête de Sagremor, qui était son frère de lait, qui vole sur le champ de bataille,.
Mordred blessa mortellement son père, le roi Arthur, lors de la bataille finale de Salesbières (Salisbury) pour le trône d'Albion. Arthur parvient lui aussi à porter un coup fatal à son fils. Celui-ci meurt après avoir dit ses « adieux » à sa mère.

## Cycles primitifs

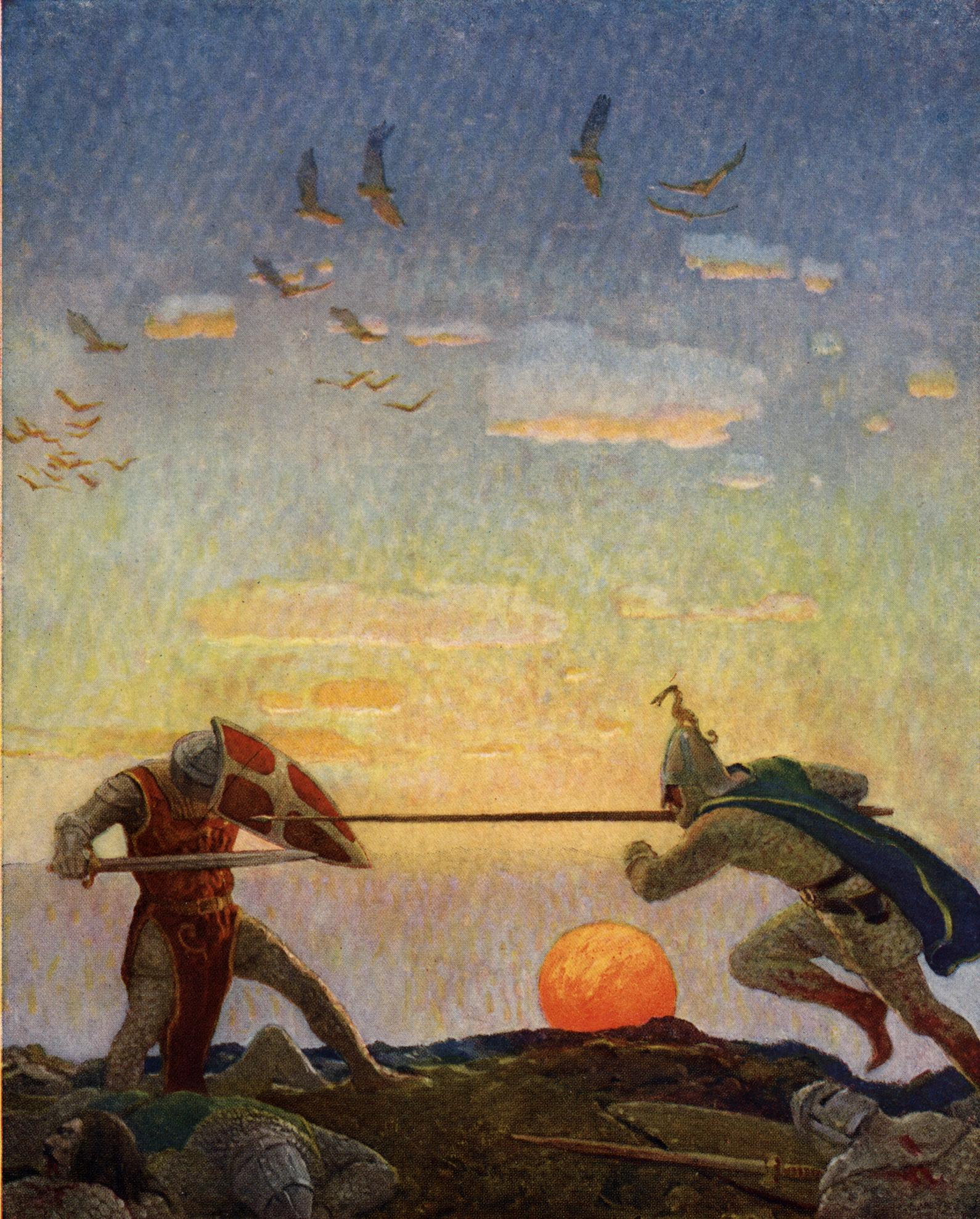
Illustration dans le livre "The Boy's King Arthur" par Sir Thomas Malory.

Dans les cycles primitifs, Medrawt (nom gallois de Mordred) viole, séduit ou encore enlève Guenièvre (originellement Gwenhwyfar) selon les récits et tue son père Arthur lors du combat de Camlann (qui est, selon les cycles, le lieu de la bataille finale qui oppose Arthur à son fils Mordred aidé des Pictes, des Gaëls et des Saxons). Son château est Camelot, l’une des résidences aux frontières du royaume de Logres.
Dans l'Historia Regum Britanniae de Geoffroy de Monmouth, Mordred est le neveu du roi Arthur, fils de Lot et d'Anna (autre nom de Morgause). Arthur confie le royaume à son neveu pendant qu'il est parti en Gaule guerroyer contre l'empereur romain Lucius. Mais en son absence, Mordred usurpe la couronne et « vit en concubinage avec la reine ». De retour sur l'île, le roi et ses chevaliers affrontent les troupes de Mordred sur la rivière Camblan. Mordred est tué tandis que le corps d'Arthur, mortellement blessé, est emmené sur l'île d'Avalon.

## Culture populaire
- Au cinéma, Mordred est interprété par Stanley Baker dans Les Chevaliers de la Table ronde (1953), par David Hemmings dans Camelot (1967) et par Robert Addie dans Excalibur (1981). Il est également interprété par Jason Done dans la mini-série Merlin (1998).
- Dans la série Fate/Apocrypha, Mordred, sous les traits d'une femme, est invoqué en tant que Servant de classe Saber pour la faction Rouge dans le cadre de la Grande Guerre Sainte du Graal. Celle-ci réapparaît dans le jeu mobile Fate/Grand Order.
- Dans la série d'animation japonaise Code Geass, Mordred est le nom d'un Knightmare Frame, celui dirigé par Anya Alstreim pour le compte du Saint Empire de Britannia[5].
- Dans le manga francophone Radiant, Mordred est un chevalier-sorcier du Royaume de Cyfandir.
- Dans le jeu vidéo Warframe, la warframe Excalibur possède un casque alternatif nommé Mordred.
- Dans la série télévisée Merlin, Mordred — incarné par Asa Butterfield (enfant) et par Alexander Vlahos (adulte) — n'est plus le fils d'Arthur et de Morgane, mais un druide qui s'est retourné contre Arthur et le Royaume de Camelot.
- Dans le film Le Roi Arthur : La Légende d'Excalibur, Mordred n'est non plus le fils d'Arthur et de Morgane, mais un druide qui part à la conquête militaire du royaume avant d'être vaincu et tué par Uther Pendragon.
- Le groupe de métal allemand Blind Guardian a dédié une musique à Mordred dans le titre Mordred's Song de son album Imaginations from the Other Side.
- Dans la série de livres Indiana Teller, Mordred est un vampire qui cherche à récupérer Excalibur.
- Justine Niogret réécrit du point de vue de Mordred l'histoire de celui-ci.
- Dans la série télévisée Kaamelott, il est suggéré, dans un dialogue entre Anna et Arthur à la fin du livre VI, qu'Arthur et sa demi-sœur coucheront ensemble dans un futur proche (et auraient alors Mordred via cette union ?).
- Dans la saga littéraire La Tour sombre, dont le héros et ses semblables sont inspirés des chevaliers de la table ronde, Mordred est le fils du héros, et son but final est de le tuer.
- Dans le jeu-vidéo Smite 2, il incarne un des personnages jouable provenant de la légende Arthurienne.

## Article lié
- Medrawd